# Melophorus fieldi
Melophorus fieldi är en myrart som beskrevs av Auguste-Henri Forel 1910. Melophorus fieldi ingår i släktet Melophorus och familjen myror.

## Underarter
Arten delas in i följande underarter:
- M. f. fieldi
- M. f. major
- M. f. propinquus